# BM-Volvo T 430 Buster
Bolinder-Munktell T 430 Buster, efter  1973  Volvo BM T 430, var en traktor som blev produceret af Bolinder-Munktell mellem 1969 og 1973, og af Volvo BM mellem 1973 og 1978 i 24 889 eksemplarer. Den blev produceret i en standard og industri udgave. 
Den har en trecylindret dieselmotor fra Perkins med største effekt 47 hestekræfter. 
Gearkassen har 8 fremadgående og 2 bagudgående. Traktoren blev også produceret med lyngearet Trac-Trol (Traction Control), som den første BM model. Det betyder at man kan geare ned mens tranktoren køre for at skabe større moment. Ved nedgearing med lyngearet faldt hastigheden 21% og trækkraften steg med 27%. 
T 430 var udstyret med 2 trins uafhængigt kraftudtag, som både kunne køre uafhængigt og drivhjulsafhægigt. Traktorer med lyngear var ikke udstyret med 2 trins kraftudtag.

## Tekniska data
- Produktionsår: 1969-1973 og 1973-1978
- Motor: Perkins D25, 3-cylindret dieselmotor
- Motoreffekt: 47 hk, 2 250 r/min
- Drejningsmoment (max) ved 1350 r/min: 167 Nm
- Transmission/hastigheder: 8 frem (16 frem), maxfart 37,7  km/t, 2 bak (4 bak), 10,7 km/t.
- Hydrauliksystem: Terra-Trol T430
- Brændstoftank: 45 L
- Kølesystem: 8 L
- Vægt: 2 120 kg
- Længde: 3 260 mm
- Bredde: 1 770 mm